# Eugenia von der Leyen
Eugenia von der Leyen und Hohengeroldseck (anche chiamata Principessa Eugenia; Monaco di Baviera, 15 maggio 1867 – 9 gennaio 1929) è stata una mistica tedesca della dinastia Von der Leyen che ha affermato avere contatti con le anime del Purgatorio tra 1921 e 1929, esperienza che riportato nel diario chiamato Le mie conversazioni con le anime del Purgatorio.

## Biografia
Eugenia von der Leyen und Hohengeroldseck è nata a Monaco di Baviera il 15 maggio del 1867. Era figlia del terzo Principe von der Leyen Filippo II Francisco Ervino, nato il 14 di giugno di 1819 in Waal e morto nella stessa città il 24 di luglio di 1882.
La madre d'Eugenia si chiamava Adelaida von Thurn und Taxi (deceduta nel 1888). Pertanto Eugenia, oltre a portare il nome dei von der Leyen, antica nobile famiglia tedesca, discendeva per via materna della celebre famiglia reale tedesca dei Thurn und Taxi che durante secoli ha avuto il monopolio dell'amministrazione dell'ufficio di poste in Germania. 
Il fratello di Eugenia si chiamava Ervino II Teodoro, quarto Principe von  der Leyen, morto nel 1938 a 75 anni. La moglie di Ervino era María Carlota von Salm-Reifferscheidt-Dijk, deceduta nel 1944. 
Ervino III Ottone Filippo, filgio di Ervino II Teodoro e nipote di Eugenia, sposò a Roma Nives Ruffo della Scaletta della famiglia dei Borghese. Quest'ultima, a differenza dei famigliari più stretti, ebbe grande fiducia nel carisma di Eugenia e fu lei a consegnare l'originale del diario di Eugenia a Pío XII. 
L'influsso della famiglia Borghese fu decisiva per la missione d'Eugenia. In certo senso si può dire che i Borghese furono i protettori di Eugenia. La Principessa Ludovica Borghese (1859-1928) tramite la sua figlia e il suo nipote, ha avuto un grande influsso sulla missione d'Eugenia. Sua figlia María Nives, che sposò un membro della casata di Waal, era convinta del carisma di Eugenia e la proteggeva di un modo straordinario.
Nel 1924 il castello di Unterdießen fu ricostruito e il 26 giugno 1925 il principe ereditario vi si trasferì insieme a Eugenia, che vi rimase fino alla morte, avvenuta il 9 gennaio 1929.
Secondo il suo direttore spirituale, padre Sebastián Wieser, Eugenia ebbe una grazia speciale, un permesso della Divina Provvidenza, che dal 1921 al 1929 le permise di contattare le anime del Purgatorio. 

## Opere
- Le mie conversazioni con le anime del purgatorio.